# Танцующий Сослан на чаше Уацамонга
Танцующий Сослан на чаше Уацамонга — наименование фонтана на площади Ленина во Владикавказе, Северная Осетия.
Находится в сквере в едином архитектурном пространстве с памятником В. И. Ленину. Сквер граничит на востоке с проспектом Мира, на юге — с переулком Станиславского на котором находится дом № 16 (объект культурного наследия), на западе — со зданием бывшего Дома офицера (объект культурного наследия) и театром имени Е. Вахтангова (объект культурного наследия) и на западе с Театральным переулком, на котором расположено здание бывшего универмага «Детский мир» (сегодня — отель «Александровский», объект культурного наследия).
Фонтан расположен на месте бывшего дореволюционного кинотеатра «Риччи» (в советское время «Юнг-Штурм», «Пионер»). Кинотеатр был разрушен для расширения площади и чтобы он не загораживал собой новый памятник В. И. Ленину, который был установлен 6 ноября 1957 года в честь сорокалетия Октябрьской революции.
Фонтан сооружён в 1960 году. Ранее в нём была вмонтирована фигура гипсового мальчика. Скульптура «Танцующий Сослан на чаше Уацамонга» была установлена после реконструкции фонтана в 2011 году. Автор — скульптор Н. Ходов.
Сослан — богатырь, один из главных персонажей Нартского эпоса. Родился из камня, оплодотворённого пастухом при виде обнажённой Сатаны. Кузнец Курдалагон разбил камень и вынул из него младенца, отдав его Сатане, которая дала ему имя и воспитала его.
Чаша символизирует у осетинского народа изобилие и радость. Уацамонга (в других вариантах — Нартамонга, Амонга, Ацамонга) — чудодейственная чаша. Хранилась у эпического рода Алагата, который имел право созывать враждующие рода Ахсартагката и Бората на совместный пир. Уацамонга обладала необычайным свойством определять достоинства героев Нартского эпоса. Чаша сама поднималась к устам героя, рассказывавшего правдивые истории и поила его неиссякаемым благотворным напитком. Если же рассказчик лгал, то чаша наполнялась зловонным варевом с гадами, от которого лжец убегал прочь.
Скульптура изображает танцующего Сослана с мечом в правой руке, опирающегося правым коленом на закрытую чашу Уацамонга с четырьмя ножками. На боках чаши изображены стилизованные быки. Поза Сослана изображает народный танец, когда танцор быстро передвигается по кругу на коленях. Согласно автору, скульптурная композиция символизирует связь нашего мира с потусторонним, подводным миром. Бассейн фонтана означает подводный мир, от которого ведут свою родословную многие нарты. Матерью Сослана была Сатана, внучка подводного царя Донбеттыра. Наш верхний мир утверждён на четырёх мифологических фигурах. Внизу чаши по кругу расположены стилизованные маски в скифском стиле, которые извергают воду вниз. По краям бассейна находятся фантастические существа подземного мира в том же скифском стиле, которые в свою очередь извергают воду вверх. Одновременное излияние воды вверх и вниз символизирует единство и взаимопроникновение двух миров.